# Abbádovci
Abbádovci byla islámská dynastie vládnoucí v 11. století ve španělské Seville. Jejím zakladatelem byl kadi Kásim Mohammad, který vládl v letech 1023–1042. Vyhlásil nezávislost na Córdobě a pustil se do obsazování okolních území. Ve výbojích pokračoval i jeho syn Abbád al-Mutadíd, vládnoucí v letech 1042–1068. Abbádův syn Mohammed al-Mutamid dokonce v roce 1068 dobyl Córdobu. Vůči této územní expanzi se postavil na odpor král Kastilie a Leónu Alfons VI., který však v roce 1086 podlehl spojeným silám Abbádovců a Almorávidů. Toto vítězství však znamenalo i konec této vládnoucí dynastie, protože vládu nad jejich územím převzali právě Almorávidé.

## Členové

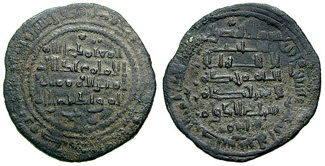
Mince vyražená za vlády Mohammeda al-Mutamida (rub a líc)

- Kásim Mohammad (1023–1042)
- Abbád al-Mutadíd (1042–1068)
- Mohammed al-Mutamid (?–1095)